# Rhopalosiphoninus multirhinarious
Rhopalosiphoninus multirhinarious är en insektsart. Rhopalosiphoninus multirhinarious ingår i släktet Rhopalosiphoninus och familjen långrörsbladlöss. Inga underarter finns listade i Catalogue of Life.